# Deportes Magallanes
O Deportes Magallanes Sociedad Anónima Deportiva Profesional é um clube de futebol chileno localizado na comuna de Maipú, Santiago, fundado no dia 27 de outubro de 1897 com o nome de Atlético Escuela Normal só adotando o nome de Magallanes a partir de 1904.
 Foi o primeiro campeão chileno da história em 1933, e tem como rival o Santiago Morning, nas épocas áureas do clube chegou a rivalizar com o Colo Colo.

## História

### Anos 30
Em maio de 1933, o Magallanes junto com o Colo Colo, Santiago Badminton, Audax Italiano, Green Cross, Morning Star, Union Española e o Santiago National decidem sair da Associação de Futebol de Santiago no intuito de criar uma liga profissional de futebol, que foi reconhecida pela Federação Chilena de Futebol nesse mesmo ano. No Campeonato de Apertura, o Magallanes chegou às semifinais, onde foi derrotado pelo Colo Colo por 6 a 4. No entanto, o time do Magallanes fez um ótimo Campeonato Oficial de 1933, onde empatou em 12 pontos com o Colo Colo, para decidir o campeão houve um jogo desempate onde o Magallanes superou o Colo Colo por 2 a 1, sendo assim o primeiro campeão chileno de futebol.
No ano seguinte, com a Liga Nacional fazendo parte da Associação de Santiago, o Magallanes apesar de ser eliminado pelo Santiago National no Campeonato de Apertura fez outra vez uma campanha vitoriosa no Campeonato Oficial de 1934, onde acabou invicto com 21 pontos, sendo campeão novamente com uma campanha de 63 gols em 11 jogos, 5,73 gols por jogo.
O Magallanes novamente foi campeão em 1935, superando por 1 ponto o Audax Italiano. Dessa maneira se tornando tricampeão chileno de forma consecutiva, marca que só foi igualada em 1991, quando o Colo Colo venceu nos anos de 1989, 1990 e 1991.
Em 1936 e 1937, o time repetiu as boas campanhas, mas acabou sendo vice-campeão nesses dois anos, voltando a se consagrar no ano de 1938, última vez que o clube conquistou o campeonato chileno.

## Clássico Magallanes x Colo Colo
Antigamente o jogo entre o Magallanes e o Colo Colo era considerado um dos maiores clássicos do futebol chileno, era o segundo em importância perdendo na época apenas para o clássico universitário.
A rivalidade era grande porque em Abril de 1925 houve uma greve no Magallanes, ocasionando a expulsão do clube de alguns jovens jogadores, entre eles os irmãos Arellano, que pouco tempo depois fundaram o Colo Colo.
A razão da greve dos jogadores foi para o clube tornar o futebol mais organizado, com treinos obrigatórios, treinador, uniforme e tácticas de jogo.
A estreia do Colo Colo foi dura, porque o Magallanes fez uma campanha com os "rebeldes". Inclusive continuavam a chamar eles de magallónicos.
O primeiro duelo entre os clubes terminou aos socos, por causa de uma falta sobre o goleiro do Colo Colo, o jogo acabou 2 a 0 para os colocolinos.
Com as más campanhas do Magallanes esse clássico foi perdendo força, com a queda do Magallanes para a segunda divisão e posteriormente para a terceira divisão esse clássico virou uma lembrança do passado. Na segunda divisão o Magallanes acabou achando um novo rival, o Santiago Morning, enquanto o Colo Colo começou uma rivalidade com a Universidad de Chile que tinha virado um time sensação nos anos 60.

## Dados do Clube
- Temporadas na 1ª: 50: (1933-1960; 1962-1975; 1980-1986;2023)
- Temporadas na 2ª: 27: (1961; 1976-1979; 1987-1993; 1996-2006; 2010-2022)
- Temporadas na 3ª: 6: (1994-1995; 2007-2010)
- Melhor colocação na Primeira Divisão: 1º
- Pior colocação na Primeira Divisão: 18º
- Maior goleada aplicada:
  - Em campeonatos nacionais: 14-1 no Santiago National en 1934
- Maior goleada recebida:
  - Em campeonatos nacionais: 1-9 do Colo Colo en 1939 e da Universidad de Chile em 1962
- Maior tempo sem perder na primeira divisão: 17 (1933-1935)
- Máximo de jogos ganhos consecutivamente: 11 (1934-1935)
- Participações Internacionais:

- - Copa Libertadores (2): 1985-2023
  - Copa Sul-Americana (1): 2023

- - Copa do Pacífico (1): 1949

## Títulos
| Nacionais                                               | Nacionais | Nacionais                    | Nacionais |
| Competição                                              | Títulos   | Temporadas                   |           |
| ------------------------------------------------------- | --------- | ---------------------------- | --------- |
| Campeonato Chileno                                      | 4         | 1933, 1934, 1935, 1938       |           |
| Copa Chile                                              | 1         | 2022                         |           |
| Supercopa do Chile                                      | 1         | 2023                         |           |
| Campeonato de Apertura                                  | 1         | 1937                         |           |
| Primera B                                               | 1         | 2022                         |           |
| Terceira Divisão                                        | 2         | 1995, 2010                   |           |
| Municipais                                              |           |                              |           |
| Competição                                              | Títulos   | Temporadas                   |           |
| Asociación de Fútbol de Santiago                        | 5         | 1908, 1913, 1916, 1920, 1921 |           |
| Asociación Arturo Prat                                  | 1         | 1909                         |           |
| Liga Metropolitana                                      | 1         | 1926                         |           |
| Liga Central de Fútbol de Santiago                      | 2         | 1927, 1928                   |           |
| Campeón de Santiago                                     | 2         | 1920, 1921                   |           |
| Copa República                                          | 1         | 1920                         |           |
| Campeonato de Apertura Asociación de Fútbol de Santiago | 1         | 1931                         |           |
| Total                                                   |           |                              |           |
| Conquistas                                              | Títulos   | Categorias                   |           |
| Conquistas Oficiais                                     | 23        | 10 Nacionais e 13 Municipais |           |

### Outras conquistas
| Internacionais              | Internacionais | Internacionais | Internacionais |
| Competição                  | Títulos        | Temporadas     |                |
| --------------------------- | -------------- | -------------- | -------------- |
| Copa do Pacífico            | 1              | 1949           |                |
| USA Championship World Cup: | 1              | 1937           |                |